# Lammas
Lammas o día de Lammas es una festividad tradicional de la cosecha, de origen celta, también conocida como Lugnasad, que se celebra el 1 de agosto en los países anglosajones y en religiones de revival celta y neopagano como la wicca.
Durante la época medieval esta fiesta era conocida como "Gule of August", pero el significado de "gule" es desconocido. Ronald Hutton sugiere que esta palabra puede ser una anglicanización de "gwyl aust", el nombre galés para el 1 de agosto y que significa "fiesta de agosto"; y propone un origen pagano y precristiano de Lammas entre los anglosajones y su conexión con el festival gaélico de Lugnasad ("bodas de Lug", un dios celta).  

## Cristianismo
Durante este día era costumbre llevar a la iglesia un pan preparado con el trigo de la nueva cosecha. 

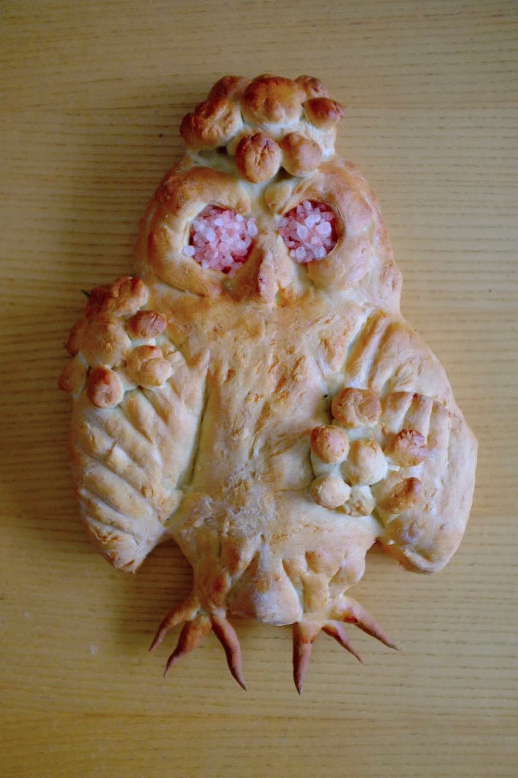
Pan de lammas que representa un búho con los ojos hechos con sal.

En muchas partes de Inglaterra, los agricultores arrendatarios estaban obligados a presentar el trigo fresco cosechado a sus señores el primer día de agosto o el día previo. En la "Anglo-Saxon Chronicle" (Crónica Anglo-Sajona), esto es referido regularmente y era llamada "la fiesta de las primeras frutas". Tanto en las iglesias orientales como en las occidentales se lleva a cabo anualmente la bendición de las nuevas frutas, el primer o el sexto día de agosto. El papa Gregorio I lo hacía el 6 de agosto.

## Wicca
En la Wicca, Lammas es una de las ocho grandes festividades de La Rueda del Año. Este "sabbat" es celebrado el 1 de agosto en el hemisferio norte, y 2 de febrero para el hemisferio sur. Lammas también es conocido como Lughnasadh.  
Durante el día de Lammas los antiguos paganos encendían hogueras en los campos para honrar a los dioses. Este era un día de agradecimiento a las deidades por los productos de la cosecha, especialmente del trigo. Muchos opinan que Lammas es el predecesor del moderno Día de Acción de Gracias. Los paganos modernos continúan celebrando esta fecha.